# A Young Girl in 1941 with No Waist at All

A Young Girl in 1941 with No Waist at All est une nouvelle de l'écrivain américain J. D. Salinger, publiée pour la première fois en mai 1947 dans le 25e numéro du magazine féminin Mademoiselle.